# Laghouat (província)

A wilaya de Laghouat possui 24 comunas e 455.602 habitantes. A capital da província possui o mesmo nome.
Laghouat está a 400 km ao sul da capital argelina Argel e a 750 metros de altitude.
É a região onde o monte Atlas e o deserto do Saara se juntam e formam uma paisagem pitoresca. 
A capital é denominada "porta do deserto" e é a capital intelectual do Saara argelino.
As principais atrações turísticas da região são as pinturas rupestres e as palmeiras.